# قلی‌زاده
قلی‌زاده یک نام خانوادگی فارسی یا ترکی است که ممکن است به این افراد اشاره کند:
- علی قلی‌زاده، بازیکن فوتبال
- جلیل محمدقلی‌زاده، روزنامه‌نگار
- حسن قلی‌زاده، فیلم‌بردار، کارگردان و فیلم‌نامه‌نویس
- عارف قلی‌زاده، بازیکن فوتبال
- مهتاب قلی‌زاده، روزنامه‌نگار
- آرش قلی‌زاده، بازیکن فوتبال
- رامین قلی‌زاده، سیاستمدار آذربایجانی
- یغمور قلی‌زاده، سیاستمدار ایرانی

رحمانقلی قلی‌زاده، سیاستمدار ایرانی
حسین قلی زاده وزوانی،پروفسور و محقق